# 4320 Jarosewich
4320 Jarosewich eller 1981 EJ17 är en asteroid i huvudbältet som upptäcktes den 1 mars 1981 av den amerikanska astronomen Schelte J. Bus vid Siding Spring-observatoriet. Den är uppkallad efter Eugene Jarosewich.
Asteroiden har en diameter på ungefär 2 kilometer.